# Roberto Ortiz
Roberto Marcelino Ortiz Lizardi (Buenos Aires, 24 de setembro de 1886 — Buenos Aires, 15 de julho de 1942) foi presidente de Argentina entre 1938 e 1940.

## Vida
Como aluno da Universidade de Buenos Aires participou da mal sucedida revolução de 1905. Em 1909 formou-se advogado. Tornou-se ativo na Unión Cívica Radical e se elegeu para o Congresso Argentino em 1920. Atuou como ministro de obras públicas entre 1925 e 1928. Apoiou o golpe contra Hipólito Yrigoyen em 1930 e atuou como ministro das finanças entre 1935 e 1937.
Nas eleições presidenciais de 1937 ele foi o candidato oficial e venceu, apesar da oposição acusá-lo de fraude eleitoral. Ortiz nunca negou estas fraudes, mas quando assumiu o poder tentou tornar a política argentina mais aberta e democrática. Em uma década marcada pelo autoritarismo e fraudes, Ortiz se propôs a limpar o sistema político, voltando à legalidade eleitoral.
A Segunda Guerra Mundial tem início durante o seu mandato. A política interna fica abalada depois de cortar relações com a Inglaterra, o que prejudica o país no contexto mundial. Ortiz dissolve associações de atividades nazistas, provocando também um enfrentamento ideológico interno. O país torna-se cenário de profundas divergências entre os simpatizantes do neofascismo e os defensores dos aliados.
Ortiz não conseguiu concretizar seus planos políticos pois, pouco mais de dois anos depois de assumir a presidência, sofre graves complicações de saúde devido ao diabetes, tendo que transferir o poder em agosto de 1940 ao seu vice, Ramón S. Castillo. Morreu em 15 de julho de 1942, um mês depois de renunciar.